# New Super Mario Bros. U
New Super Mario Bros. U (яп. New スーパーマリオブラザーズ U Nyū Sūpā Mario Burazāzu Yū) — платформер для игровой консоли Wii U. В 2013 году в качестве загружаемого контента была выпущена дополнительная кампания «The Year of Luigi», «New Super Luigi U». 11 января 2019 года игра вышла на Nintendo Switch под одним и тем же названием, однако версия для Switch носит подзаголовок «Deluxe».

## Игровой процесс
New Super Mario Bros. U повторяет игровой процесс в New Super Mario Bros. Wii. Цель каждого уровня игры — достичь знака цели в конце каждого уровня, избегая при этом врагов и опасностей.
Игра может управляться либо с помощью Wii Remote, либо Wii U GamePad, последний из которых позволяет играть без телевизора, где игра может воспроизводиться исключительно на экране GamePad. Без использования телевизора в патче 1.3.0 была добавлена поддержка Wii U Pro Controller.
Одновременно можно играть до пяти игроков. В мультиплеере игрок, использующий Wii U GamePad, не может контролировать персонажа, но вместо этого может взаимодействовать с окружающей средой, например, размещать блоки и оглушать врагов. Таким образом, в мультиплеере должно быть равное количество контроллеров, исключая GamePad, на нужное количество персонажей.
Некоторые игровые режимы также позволяют игрокам воспроизводить персонажей Mii, сохраненных на консоли. Новым для этой версии является асимметричный многопользовательский режим, называемый Boost Mode. В этом режиме игрок с GamePad может использовать сенсорный экран, чтобы размещать блоки на экране или оглушать врагов, чтобы помочь другим игрокам. Это можно использовать как в качестве помощи неопытным игрокам, так и для опытных игроков.

## New Super Mario Bros. U Deluxe
В Nintendo Direct от 13 сентября 2018 года Nintendo представила улучшенный порт от New Super Mario Bros. U специально для Nintendo Switch под названием New Super Mario Bros. U Deluxe. Игра содержит New Super Mario Bros. U и New Super Luigi U и работает в формате 1080p, в то время как оригинальная версия Wii U работает в формате 720p. В игре также есть два новых персонажа — Кралик и Тоадетта. Он был выпущен 11 января 2019 года. Также появился предмет под названием «Супер Корона» — это сила для Тоадетты, которая превращает её в персонажа, похожего на принцессу Пич — Пичетту. Она может парить, как Принцесса Пич в Super Mario Run, дважды прыгать, как Дейзи, и автоматически подпрыгивать, если упадёт в яму, лаву или яд, но только один раз.

## Отзывы
| Сводный рейтинг | Сводный рейтинг | Сводный рейтинг |
| Издание         | Оценка          | Оценка          |
| Издание         | Switch          | Wii U           |
| --------------- | --------------- | --------------- |
| GameRankings    | 79,93 %         | 84,48 %         |